# (34016) Chaitanya
2000 OY16 (asteroide 34016) é um asteroide da cintura principal. Possui uma excentricidade de 0.16290970 e uma inclinação de 2.78263º.
Este asteroide foi descoberto no dia 23 de julho de 2000 por LINEAR em Socorro.